# Universitat de Miskatonic

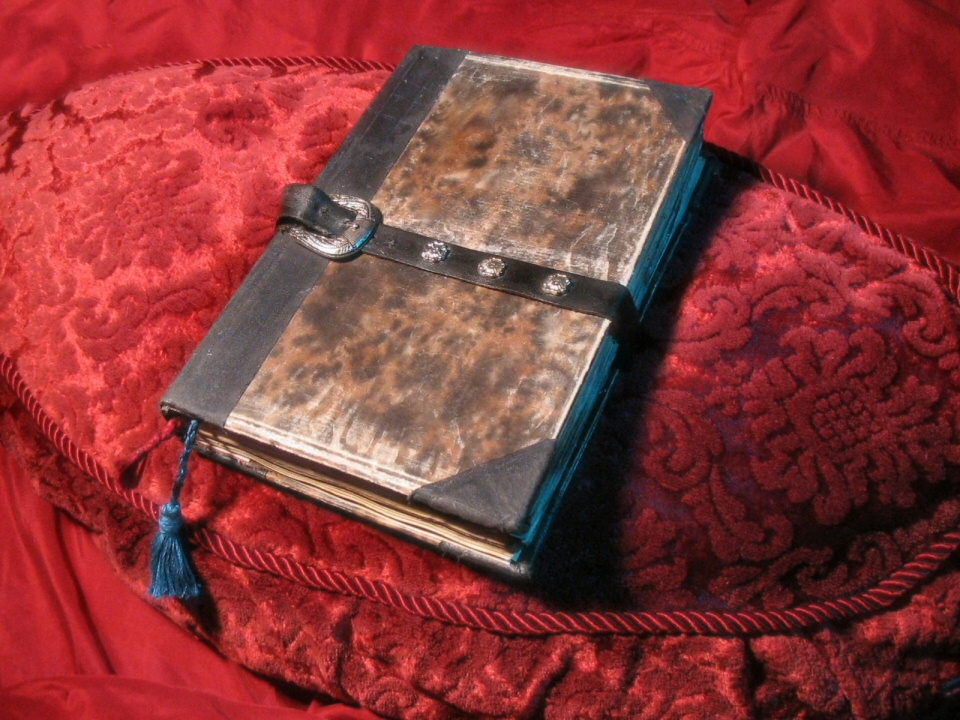
Un fals Necronomicon realitzat per un admirador de H.P. Lovecraft.

La Universitat de Miskatonic és una universitat fictícia a la ciutat (també fictícia) d'Arkham, situada al Comtat d'Essex (Massachusetts), a la regió de Nova Anglaterra. El seu lema és: "Ex Ignorantia Ad Sapientiam; Ex Luce Ad Tenebras" ("De la ignorància a la saviesa, de la llum a les tenebres"). El nom prové del riu Miskatonic, també fictici, formant part del país de Lovecraft. Suposadament formaria part de la Ivy League. Va ser H. P. Lovecraft, qui començà a ambientar algunes de les seves històries en aquesta universitat inventada. Apareix per primera vegada a la sèrie de terror Herbert West–Reanimator escrita el 1922 per H. P. Lovecraft i posteriorment apareix com a part del rerefons d'algunes de les històries de terror còsmic que formen part dels anomenats Mites de Cthulhu escrits per múltiples autors, seguint les petjades d'H. P. Lovecraft.
La Universitat és famosa per la seva biblioteca, concretament per la col·lecció de llibres d'ocultisme: posseeix una de les suposades quatre còpies autèntiques del mític Necronomicon que han sobreviscut fins a l'actualitat. Més concretament un exemplar de la traducció llatina d'Olaus Wormius del segle xiii, ja que les edicions anteriors es consideren desaparegudes. Els altres tres exemplars estarien ubicats a les biblioteques de la Universitat de Buenos Aires, la Biblioteca Nacional de París i el Museu Britànic. Una ficció versemblant, que va generar rumors que afirmaven que Jorge Luis Borges havia falsejat una fitxa del Necronomicon a la biblioteca de la Universitat de Buenos Aires quan era director. La Biblioteca de la Universitat de Miskatonic s'ubica en un edifici de tres plantes i conté més de 400.000 volums. Entre les seves col·leccions especials, d'accés restringit, hi ha importants exemplars de llibres dels Mites de Cthulhu. Parlem de títols com The Pnakotic Manuscripts o el llegendari De Vermis Mysteriis.
Fou fundada per Jeremiah Orne, el 1765, tot i que des de 1690 ja existia un Institut Arkham. El 1872 fou una de les primeres universitats que va obrir tots els seus departaments a les dones. L'any 1882 un meteorit cau a l'oest de la Universitat. Tres professors de Miskatonic són els primers d'arribar-hi i investigar-ho. El 2 de setembre de 1930 va partir de Boston l'Expedició Antàrtica Starkweather-Moore, de funest destí, organitzada per la Universitat de Miskatonic.

## Filmografia
- The Dunwich Horror (1970)
- Re-Animator (1985)
- The Whisperer in Darkness (2011)